# Camponotus yiningensis
Camponotus yiningensis är en myrart som beskrevs av Wang och Wu 1994. Camponotus yiningensis ingår i släktet hästmyror, och familjen myror. Inga underarter finns listade.